# アイム・ゴーイング・トゥ・テル・ユー・ア・シークレット
アイム・ゴーイング・トゥ・テル・ユー・ア・シークレット（I'm Going To Tell You A Secret）は、米国の歌手・マドンナが2004年に行なったワールドツアー『The Re-Invention Tour』の裏側に迫ったドキュメンタリー映画。

## 概要
1991年公開の「イン・ベッド・ウィズ・マドンナ」以来14年ぶりとなるマドンナのドキュメンタリー映画。バックステージの様子や、マドンナの私生活（家族との休日etc）、ステージパフォーマンスなどが収録されている。
劇場公開はされておらず、2005年に米国MTVなどで放送された。2006年6月に米国などで、同年7月26日に日本でDVDとCD（ライブアルバム）の2枚組として発売された。国内盤パッケージには倖田來未のコメントが貼付されている。
第49回グラミー賞の長編音楽ビデオ部門にノミネートされた。

### 出演者
- マドンナ
- ガイ・リッチー（夫）
- ルルドちゃん（長女）
- ロッコくん（長男）
- トニー・チコーネ（マドンナの父）
- スチュアート・プライス（バンド、ツアー音楽監督）
- マイケル・ムーア
- イギー・ポップ
- ラベック姉妹（フランスのピアニスト）
- グウィネス・パルトロウ
- デミ・ムーア

他多数

### 監督
ジョナス・アカーランド

## ストーリー

### ツアー開催前
- オープニング・・・『The Beast Within』
- スチュアート・プライスとの音楽編集作業の様子。
- バックダンサーのオーディションの様子。
- ダンサー、一人一人の紹介。
- スタジオでのステージ・リハーサルの様子。
- ロサンゼルス会場でのリハーサルの様子。

### ツアー開催（北米ツアー）
- 開始直前のバックステージの様子。
- ステージ・パフォーマンス（1）・・・『Vogue』
- ツアー初日のアフターパーティ。
- マドンナinニューヨーク。
- マディソン・スクエア・ガーデンでのリハーサルの様子。
- ガイ・リッチーの柔道シーン
- ショー前の楽屋の様子（マドンナ＆ガイ・リッチー）
- ステージ・パフォーマンス（2）・・・『American Life』
- ショー直後の様子。
- マイケル・ムーアとの2ショット。
- マドンナの父（トニー・チコーネ）へのインタビュー。
- マドンナinシカゴ。
- ステージ・パフォーマンス（3）・・・『Mother And Father』
- ショー直後の語り（マドンナ＆父＆継母）
- マドンナinラスベガス。
- ステージ・パフォーマンス（4）・・・『Nobody Knows Me』
- ホテルでのプライベート映像（マドンナ）
- ガイ・リッチー＆ロッコくん（inマイアミ）
- ロッコくん＆ルルドちゃん
- ステージ・パフォーマンス（5）・・・『Music』
- ショーのアフターパーティの様子。

### ヨーロッパ・ツアー
- マドンナinロンドン。
- ステージ・パフォーマンス（6）・・・『Hollywood』
- 楽屋でのバンドによるセッションの様子。
- マドンナへのインタビュー。
- ステージ・パフォーマンス（7）・・・『Lament』
- マドンナinダブリン。
- クルーたちによるビール飲み。
- ダブリン会場でのリハーサルの様子。
- イギー・ポップと逢う。
- ダブリンでのパフォーマンス風景。
- マドンナ＆ガイ・リッチーのバーでの様子。
- マドンナinパリ。
- マドンナクルーでピアノ鑑賞。
- マドンナ＆ルルドちゃん（フランス語を教える）
- ステージ・パフォーマンス（8）・・・『Like A Prayer』
- マドンナinリスボン。
- ダンサーたちの海水浴。
- リスボン会場でのリハーサルの様子。
- ロッコくん＆ルルドちゃん。
- マドンナからのプレゼント。
- ツアー最終日、ショー開始前の円陣。
- ステージ・パフォーマンス（9）・・・『Holiday』
- ショーのアフターパーティ。

### ツアー終了後
- マドンナinイスラエル。
- イスラエルでの平和スピーチ。
- ステージ・パフォーマンス（10）・・・『Imagine』

## DVD
今回のドキュメンタリー映画は、劇場公開ではなくテレビでの公開となった。アメリカのMTVで2005年10月21日に放映された。
そのため、今回はテレビ放映→DVDでのリリースという形になった。
ここでは、DVDに収録されているステージ・パフォーマンスのトラックリストを紹介している。
- 01. Vogue
- 02. American Life
- 03. Mother And father
- 04. Nobody Knows Me
- 05. Music
- 06. Hollywood (Remix)
- 07. Lament
- 08. Like A Prayer
- 09. Holiday
- 10. Imagine

ライブの一部しか収録されていない上、ほとんどの曲は短く編集されている。
DVDには本編未収録の特典映像が収録されている。なお2003年のシングル「アメリカン・ライフ」の未公開となったオリジナルPVが収録されるという情報があったが、実際には収録されなかった。

## CD
マドンナ初となるライヴCDがDVDに付属される。リリースされるのは、DVD＆CDの2枚組となる。
ここでは、CDに収録されている曲のトラックリストを紹介している。
- 01. The Beast Within
- 02. Vogue
- 03. Nobody Knows Me
- 04. American Life
- 05. Hollywood (Remix)
- 06. Die Another Day
- 07. Lament
- 08. Like A Prayer
- 09. Mother And Father
- 10. Imagine
- 11. Susan MacLeod/Into The Groove
- 12. Music
- 13. Holiday
- 14. I Love New York (Demo Version)

## 劇中のBGM
今回の映画の特徴の一つとして、劇中の所々でマドンナの過去の楽曲がBGMとして使用されていることである。観る場合、よく耳を澄ませて聞いてみるとマドンナの曲だと気付くのでおもしろい。

### 使用されている楽曲
- Die Another Day
- Frozen
- Your Honesty
- Nothing Fails (Nevins Mix)
- Material Girl
- Shanti/Ashtangi
- Paradise (Not For Me)
- I Love New York (Demo Version)
- Mer Girl
- Drowned World/Substitute For Love
- Hanky Panky
- X-Static Process
- Beautiful Stranger
- Amazing
- Words
- Rain
- Vogue
- Nobody Knows Me
- Imagine
- The Beast Within

### オープニング・テーマ
The Beast Within

### エンディング・テーマ
Paradise (Not For Me)

## チャート

### DVD部門
- オーストラリア：1位
- チェコ：1位
- フランス：1位
- ハンガリー：1位
- イタリア：1位
- ノルウェー：1位
- スペイン：1位
- ブラジル：1位
- イギリス：1位
- アメリカ：1位
- フィンランド：2位
- スウェーデン：2位
- エストニア：5位
- ニュージーランド：8位

### CD部門
- アメリカ：33位（ビルボード総合チャート）
- 日本：12位（オリコン週間アルバム総合チャート）

注：海外ではCD扱いの商品とDVD扱いの商品の2タイプが発売されている。パッケージの差だけで内容は同一。日本ではCD扱いの商品のみ。